# Экономика Китая

## ЭкономикаИмперии Цин
К концу XVII века китайская экономика оправилась от ущерба, нанесённого войнами, в пучине которых сгинула Империя Мин и сопутствовавшими им неурядицами. В течение следующего столетия происходило развитие рынков, однако с более значительным товарообменом между провинциями, увеличившейся ролью международной торговли и в условиях роста населения страны. После повторного открытия для иностранных судов юго-восточного побережья, которое было закрыто в конце 17 века, внешняя торговля быстро восстановилась и росла в среднем на 4 % в год до конца века. Китай продолжал экспортировать чай, шёлк и ткани создавая большой положительный торговый баланс с Западом. Приток в страну серебра положительно сказался на состоянии рынков и привёл к развитию конкуренции.

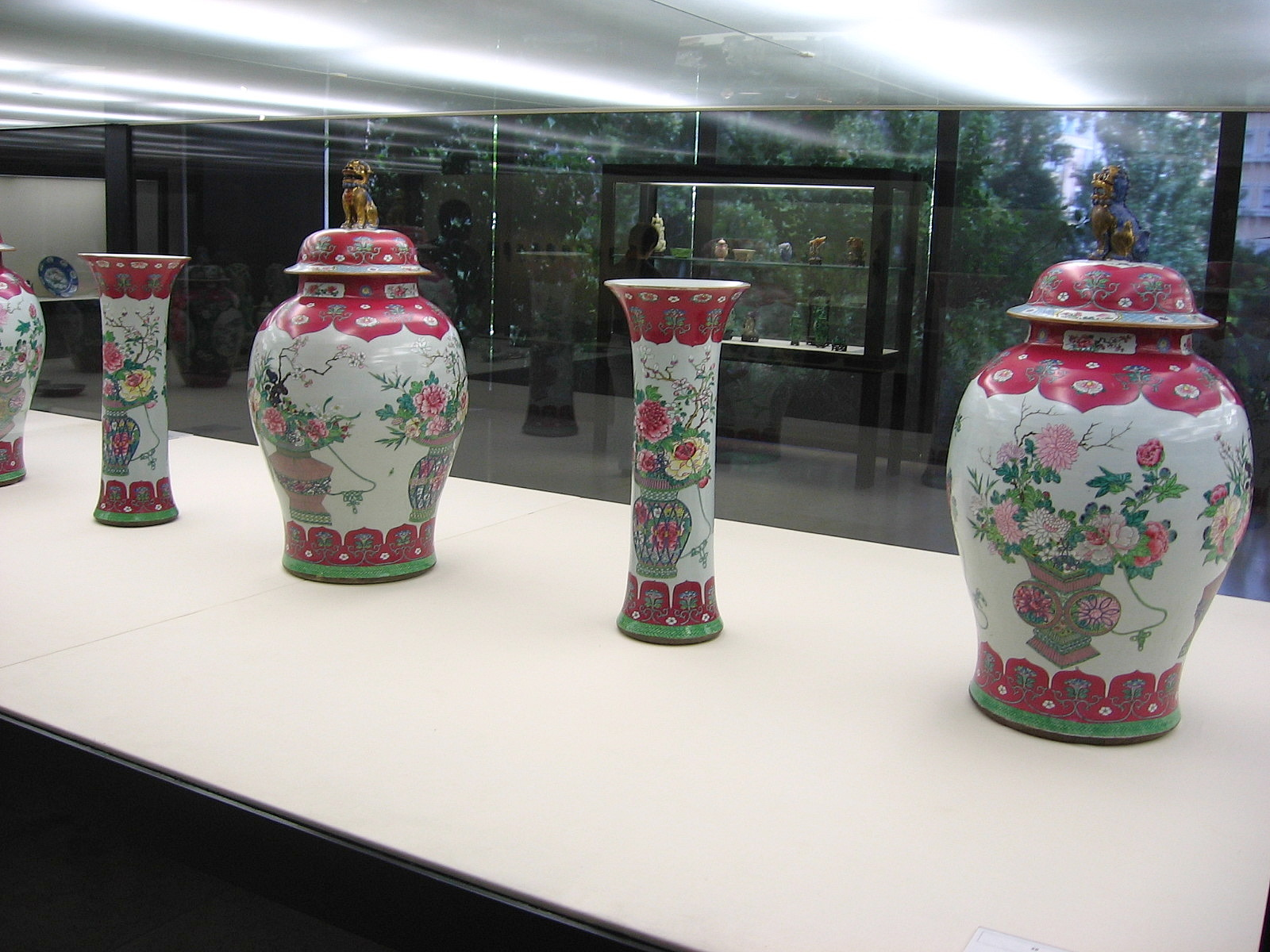
Цинские вазы из Музея Галуста Гюльбенкяна, Лиссабон, Португалия

Правительство расширило сословие землевладельцев, вернув хозяевам земли, отобранные в конце эпохи Мин у тех, кто не мог заплатить земельный налог. Налоговое бремя было снижено, чтобы поощрить коммерческую инициативу населения, а система своеобразной государственной барщины заменена подушной податью. Управление Великим каналом было сделано более эффективным, а транспорт стал доступен частным торговцам. Система мониторинга цен на зерно подверглась реформированию, что позволило ценам на рис медленно расти в течение XVIII века. Опасаясь влияния крупных коммерсантов, правительства эпохи Мин обычно ограничивали их лицензиями и не позволяли открывать новые шахты нигде кроме депрессивных районов. Эти китайские ограничения на разработку ресурсов и внешнюю торговлю некоторые историки считают основной причиной европейского чуда, благодаря которому западный мир обогнал Китай экономически.
К концу XVIII столетия население увеличилось до 300 миллионов человек по сравнению с примерно 150 миллионами в конце правления империи Мин. Динамический рост популяции был вызван долгим периодом мира и стабильности в XVIII веке и ввозом в Китай из Америки новых злаков, включая арахис, сладкий картофель и кукурузу. Новые разновидности риса из Южной Азии были более продуктивными. Купеческие гильдии процветали во всём Китае, получая влияние, иногда вплоть до политического. Богатые торговцы сколачивали баснословные состояния, а затем поддерживали литературу, театр и другие искусства. Особенно быстро росли текстильная промышленность и ремёсла.
В 1840—1860 гг. Китай проигрывает Опиумные войны и вынужденно подписывает неравноправные договоры, открывшие морские порты Китая для иностранной торговли, а также зафиксировавшие таможенные пошлины на уровне 5 %. Начиная с этого времени в течение века китайские таможенные пошлины были одними из самых низких в мире: в 1913 году — 4 %, в 1925 году — 8,5 % (для сравнения — в те же годы в США таможенные пошлины составляли 30 %).

## ЭкономикаКитайской республики (1912—1949)
Свержение императора в 1911 году и проведённые Гоминьданом реформы не принесли Китаю значимого оздоровления экономики: до 1950 года ВВП на душу населения в Китае оставался (с некоторыми колебаниями) на том же уровне, что и в начале XIX века — около 500 долл. (за то же самое время ВВП на душу населения в западных странах вырос на порядок).
Как уже говорилось выше, китайские таможенные пошлины были одними из самых низких в мире: в 1913 году — 4 %, в 1925 году — 8,5 % (для сравнения — в те же годы в США таможенные пошлины составляли 30 %).

## Экономика КНР
В 1949 году к власти в Китае приходят коммунисты во главе с Мао Цзэдуном. Правление Мао характеризовалось объединением страны после долгого периода раздробленности, ростом индустриализации Китая и умеренным ростом благосостояния народа. Однако коммунистические экономические эксперименты, такие как «Большой скачок» привели к экономическому кризису и массовому голоду.
После смерти Мао Цзэдуна (1976) в 1979 г. была провозглашена «Политика реформ и открытости». На первом этапе реформ высокий рост обеспечивался сельским хозяйством, освобождённым от многочисленных ограничений эпохи Мао. Партия поощряла широкомасштабное развитие мелкотоварного производства, кустарной промышленности. Этому способствовала большая численность населения. В стране возникла огромная масса мелких технически отсталых предприятий, на которых трудились ремесленники, портные, обувщики и т. п. Вследствие развития кустарной промышленности произошло значительное распыление материальных и финансовых ресурсов страны, вызвав нерациональную структуру производства, слабое использование производственных мощностей, хронический дефицит сырьевых, энергетических и водных ресурсов. Государственные предприятия между тем оставались в основном убыточными.
Построение рыночной экономики осуществляется в Китае под руководством Коммунистической партии на основе пятилетних планов. Экономика сохраняет свою многоукладность.
XXI век
При Цзян Цзэмине была объявлена государственная стратегия «Выход за рубеж» для государственных предприятий, благоприятные условия для реализации которой сложились с 2001 г., после вступления Поднебесной в ВТО.
см. Обвал фондового рынка Китая (с 2015)
В августе 2015 года в экономике Китая начались серьёзные проблемы. Народный банк Китая произвел резкую — сразу на 1,9 % — девальвацию юаня из-за проблем с экспортом (подобного обвала национальной валюты Пекин не допускал с января 1994 года). С 12 июня по август 2015 китайский фондовый рынок упал на 29 %, потеряв 2,8 трлн $ капитализации. Китайский рынок акций в конце августа продолжил падение даже после того, как центробанк страны второй раз за два дня девальвировал юань. В декабре 2015 года юань был девальвирован дважды, причем 14 декабря снижение составило 137 базисных пунктов. Отток капитала из Китая в 2015 году вырос в 7 раз и достиг одного триллиона долларов США. Это стало максимальной суммой за время наблюдений, ведущихся с 2006 года.
В 2016 году кризис в экономике Китая продолжился: в первый торговый день года китайский индекс CSI300 обрушился на 7 процентов, из-за этого торги на китайских рынках были закрыты до конца дня. Официальный Пекин 4 января 2016 года понизил курс национальной валюты по отношению к доллару до 6,5032 юаня. Впервые за 4,5 года соотношение валют оказалось слабее, чем 6,5 юаня за доллар. 25 февраля Фондовые индексы в Китае снизились более чем на 6 %. С начала года индекс Shanghai Composite потерял 23 %. 29 февраля произошёл новый обвал фондового рынка Китая. В начале марта Международное рейтинговое агентство Moody’s приняло решение о понижении прогноза по кредитному рейтингу Китая со «стабильного» до «негативного».
В первом квартале 2016 года общий долг Китая вырос до рекордных 237 % от ВВП, а в июне 2017 года — превысил 300 % ВВП.
С целью стабилизации курса юаня Китай начал сокращение национальных резервов иностранной валюты. С середины 2016 года валютные резервы страны постоянно сокращались, в результате чего в начале января 2017 года они сократились до минимального значения с февраля 2011 года.
Показатель роста ВВП Китая в 2018 году стал худшим за последние 28 лет.
Согласно доклада конгресса США, «китайские компании скупают американское оборудование для производства микросхем для производства современных полупроводников, несмотря на ряд новых ограничений на экспорт, направленных на срыв развития полупроводниковой промышленности страны».